# Осберн (Айдахо)
Осберн (англ. Osburn) — місто в окрузі Шошоні, штат Айдахо, США. Згідно з переписом 2010 року населення становило 1555 осіб, що на 10 осіб більше, ніж 2000 року.

## Географія
Осберн розташований за координатами 47°30′21″ пн. ш. 116°0′2″ зх. д. / 47.50583° пн. ш. 116.00056° зх. д. (47.505845, -116.000596).  За даними Бюро перепису населення США в 2010 році місто мало площу 3,46 км², з яких 3,40 км² — суходіл та 0,06 км² — водойми.

## Демографія

### Перепис 2010 року
За даними перепису 2010 року, у місті проживало 1 555 осіб у 711 домогосподарствах у складі 443 родин. Густота населення становила 458,3 ос./км². Було 777 помешкань, середня густота яких становила 229,0/км². Расовий склад міста: 95,8 % білих, 0,3 % афроамериканців, 1,5 % індіанців, 0,3 % азіатів, 0,1 % тихоокеанських остров'ян, 0,5 % інших рас, а також 1,6 % людей, які зараховують себе до двох або більше рас. Іспанці та латиноамериканці незалежно від раси становили 4,2 % населення.
Із 711 домогосподарств 24,2 % мали дітей віком до 18 років, які жили з батьками; 51,3 % були подружжями, які жили разом; 6,6 % мали господиню без чоловіка; 4,4 % мали господаря без дружини і 37,7 % не були родинами. 32,9 % домогосподарств складалися з однієї особи, у тому числі 15,8 % віком 65 і більше років. У середньому на домогосподарство припадало 2,19 мешканця, а середній розмір родини становив 2,76 особи.
Середній вік жителів міста становив 48,1 року. Із них 20,5 % були віком до 18 років; 5,3 % — від 18 до 24; 19,6 % від 25 до 44; 32,1 % від 45 до 64 і 22,4 % — 65 років або старші. Статевий склад населення: 50,4 % — чоловіки і 49,6 % — жінки.
Середній дохід на одне домашнє господарство  становив 49 885 доларів США (медіана — 37 222), а середній дохід на одну сім'ю — 59 299 доларів (медіана — 48 355). Медіана доходів становила 52 813 долари для чоловіків та 30 208 доларів для жінок. За межею бідності перебувало 9,4 % осіб, у тому числі 15,3 % дітей у віці до 18 років та 3,7 % осіб у віці 65 років та старших.
Цивільне працевлаштоване населення становило 518 осіб. Основні галузі зайнятості: роздрібна торгівля — 22,2 %, освіта, охорона здоров'я та соціальна допомога — 20,3 %, сільське господарство, лісництво, риболовля — 14,9 %.

### Перепис 2000 року
За даними перепису 2000 року, у місті проживало 1 545 осіб у 699 домогосподарствах у складі 457 родин. Густота населення становила 445,2 ос./км². Було 786 помешкань, середня густота яких становила 226,5/км². Расовий склад міста: 95,40 % білих, 0,32 % афроамериканців, 1,62 % індіанців, 0,13 % азіатів, 0,06 % тихоокеанських остров'ян, 0,32 % інших рас і 2,14 % людей, які зараховують себе до двох або більше рас. Іспанці та латиноамериканці незалежно від раси становили 2,33 % населення.
Із 699 домогосподарств 23,0 % мали дітей віком до 18 років, які жили з батьками; 54,8 % були подружжями, які жили разом; 7,3 % мали господиню без чоловіка, і 34,5 % не були родинами. 29,0 % домогосподарств складалися з однієї особи, у тому числі 14,9 % віком 65 і більше років. У середньому на домогосподарство припадало 2,21 мешканця, а середній розмір родини становив 2,70 особи.
Віковий склад населення: 20,1 % віком до 18 років, 6,1 % від 18 до 24, 24,9 % від 25 до 44, 28,3 % від 45 до 64 і 20,7 % від 65 років і старші. Середній вік жителів — 45 року. Статевий склад населення: 49,5 % — чоловіки і 50,5 % — жінки.
Середній дохід домогосподарств у місті становив $29 856, родин — $34 605. Середній дохід чоловіків становив $31 574 проти $20 769 у жінок. Дохід на душу населення в місті був $17 532. Приблизно 10,1 % родин і 11,7 % населення перебували за межею бідності, включаючи 17,2 % віком до 18 років і 4,6 % від 65 і старших.